# Ondansetron
Ondansetron je snažni, visoko selektivni antiemetik, antagonist 5HT3 receptora. 

## Djelovanje
Mehanizam njegova djelovanja u kontroli mučnine i povraćanja nije potpuno poznat. Različiti sastojci kemoterapije i radioterapija mogu uzrokovati otpuštanje serotonina (5HT) u tankom crijevu, koji može inducirati refleks povraćanja aktivirajući vagusna aferentna vlakna putem 5HT3 receptora. Ondansetron sprječava indukciju tog refleksa. Aktivacija vagusnih aferentnih vlakana može također uzrokovati otpuštanje serotonina u području areae postremae, smještene na dnu četvrte moždane komore, čime se također može isprovocirati povraćanje centralnim mehanizmom. Stoga se utjecaj ondansetrona na kontrolu mučnine i povraćanja uzrokovanih citotoksičnom kemoterapijom i radioterapijom, može objasniti antagonizmom 5HT3 receptora na neuronima perifernog i središnjeg živčanog sustava. 
Mehanizam djelovanja u reakciji poslijeoperacijske mučnine i povraćanja nije poznat, ali vrlo je vjerojatno sličan onom koji uzrokuje mučninu i povraćanje kao posljedicu kemoterapije i radioterapije. Koristi se za suzbijanje mučnine i povraćanja uzrokovanih citotoksičnom kemoterapijom i radioterapijom te u prevenciji i liječenju poslijeoperacijske mučnine i povraćanja.
Ondansetron produljuje vrijeme prolaska sadržaja kroz debelo crijevo i može uzrokovati konstipaciju. Druge opisane nuspojave su: glavobolja, crvenilo i osjećaj vrućine, štucanje, proljev i povremeno asimptomatski prolazni porast aminotransferaza. Primijećeno je da ondansetron može izazvati i epileptični napadaj.
Ondansetron je također istraživan zbog efekata na mentalne funkcije CNS-a.